# طه دياب
طه دياب (مواليد 23 يوليو 1990 في حلب) هو لاعب كرة قدم سوري يلعب مع الصفاء في الدوري اللبناني الممتاز كلاعب وسط. مثّل منتخب سوريا لكرة القدم.

## الأهداف الدولية
تأتي حصيلة سوريا من الأهداف أولاً:
| الهدف | التاريخ        | المكان                              | الخصم  | النتيجة | الحصيلة | المنافسة    |
| ----- | -------------- | ----------------------------------- | ------ | ------- | ------- | ----------- |
| 1     | 18 ديسمبر 2010 | ملعب السليمانية، السليمانية، العراق | العراق | 1–0     | 1–0     | مباراة ودية |

## الإنجازات

### النادي
الاتحاد
- كأس الجمهورية السورية: 2011
- كأس الاتحاد الآسيوي: 2010

## روابط خارجية
- طه دياب على موقع قاعدة بيانات كرة القدم.إي يو (الإنجليزية)
- طه دياب على موقع ناشيونال فوتبول تيمز (الإنجليزية)
- طه دياب على موقع Soccerway.com (الإنجليزية)